# جيوفري خان
جيوفري خان (بالإنجليزية: Geoffrey Khan)‏ هو لغوي بريطاني، ولد في 1 فبراير 1958 في شلتنهام في المملكة المتحدة.